# جمال سالم
جمال سالم (عربی: جمال سالم؛ ۱ ژانویه ۱۹۱۸ – ۱ ژانویه ۱۹۶۸) یک سیاست‌مدار اهل مصر بود. او از تاریخ ۱۹۵۴ تا ۵۹ معاون نخست‌وزیر و از ۱۹۵۲–۵۴ وزیر ارتباطات در مصر بود. پیش از این او در حرکت افسران آزاد شرکت کرد که منجر به سرنگونی پادشاهی وقت شد."